# Histoire romaine (Dion Cassius)
Pour les articles homonymes, voir Histoire romaine (homonymie).
L'Histoire romaine est un ouvrage de Dion Cassius de 80 livres qui retrace les 973 ans de la vie de Rome, de sa fondation à Alexandre Sévère en 229. C'est l'une des sources antiques les plus connues. Ne sont conservés intégralement que les livres 37 à 60, soit de 68 av. J.-C. à la mort de Claude soit 54 apr. J.-C. Le reste est fragmentaire.

## Composition de l'oeuvre et méthode historique

### Date de création
Il fallut préalablement à l'auteur une dizaine d'années de documentation afin de rassembler toutes les informations nécessaires à l'écriture mais on ne sait pas dater précisément la période de rédaction. Il commence peut-être vers 207 après avoir reçu les félicitations de l'empereur pour ses précédents ouvrages et surtout à la suite d'un songe dans lequel une divinité l'aurait encouragé à écrire une histoire des origines de Rome jusqu'à lui.

### Méthode et positionnement idéologique
Prenant modèle sur Thucydide, Dion Cassius va pourtant s'en détacher en partie. Deux temps structurent l'œuvre, les cinquante premiers livres sont dédiés aux 723 premières années de Rome, de sa fondation à la bataille d'Actium en 31 av. J.-C. et les trente derniers aux 250 années impériales. Une nette différence se fait sentir entre les deux. La période impériale est bien plus privilégiée que l'autre. Dion Cassius défend la position des sénateurs au sein d'une monarchie qui ne leur laisse finalement que peu de place. Le dialogue fictif entre Mécène et Agrippa au livre 52 permet à Dion Cassius de faire le point sur les différents régimes mais l’œuvre entière témoigne d'un souci constant de préciser la nature du régime politique de Rome, le fonctionnement de ses institutions et ses évolutions.
Grâce à son expérience politique, Dion Cassius est un témoin important de son époque et un précieux commentateur des aspects politiques de l'Histoire et il ne faut pas dédaigner son témoignage sur des périodes plus anciennes et notamment sur les institutions républicaines. Sa version des faits peut parfois mettre au jour une tradition disparue chez les autres historiens. L'œuvre de Dion Cassius est une des sources majeures pour la connaissance de la période impériale et notamment celle de l'époque de l'auteur puisque les détails fourmillent.

### Style et langue
Sur le plan esthétique, l'Histoire de Dion Cassius emprunte certains traits à Thucydide (emploi d'un style attique et récurrence d'une structure binaire). Son modèle par son goût du merveilleux et par la place qu'il ménage aux prodiges et aux présages et, par ailleurs, son écriture, qui repose beaucoup sur la pratique de la rhétorique et sur les schémas enseignés, ont nui à sa réputation historiographique. La valeur historique de son œuvre et l'intérêt de ses choix de composition sont au centre des recherches actuelles, ce qui contribue fortement à la réhabilitation de cet historien.

## Transmission et tradition manuscrite
Dion Cassius fut intégralement utilisé jusqu'aux XIe siècle et XIIe siècle dans l'empire byzantin, notamment par Georges Cédrène, probablement Jean Tzétzès et Eustathe. Les pillages et désastres, notamment le sac de Constantinople, firent disparaître ensuite les deux tiers de l'œuvre.
Il reste quelques manuscrits comprenant des compilations et divers extraits d'historiens romains, notamment l'Excerpta de Constantin VII pour trouver des fragments. Cependant la collection de Maxime Planude ne cite qu'une fois Dion. Un grand palimpseste fut longtemps attribué à Dion mais fut probablement écrit par Pierre le Patrice.
Il subsiste deux épitomé : les byzantins Xiphilin et Zonaras. Le premier abrège les livres XXXVI à LXXX (malgré une lacune durant les règnes d'Antonin le Pieux et de Marc-Aurèle), son travail est considéré comme médiocre et divise les chapitres selon les règnes d'empereurs. Le second utilise de nombreuses sources mais abrège les vingt premiers livres ainsi que les livres XLIV à LXVII, il semble donc que les livres XXII à XXXV étaient déjà perdus de son vivant,.

### Éditions
- Cassii Dionis Cocceiani historiarum romanarum quae supersunt, éd. Ursul Philip Boissevain, Berlin, Weidmann, 1895-1931, 5 vol (seule édition scientifique complète).

### Traductions
- Dion Cassius, Histoire romaine (199-233), trad. Étienne Gros, édition F. Didot, 1845, 9 vol.
- Jean Xiphilin, Épitomé de l'Histoire romaine de Dion Cassius (XI° s.), trad. Louis Cousin : Histoire romaine, écrite par Xiphilin, par Zonare et par Zosime, traduite sur les originaux grecs par M. Cousin, 1678. (Du temps de César et Pompée, 68 av. J.-C., jusqu'à la fin du règne d'Alexandre Sévère en 229).
- Publication chez Les Belles Lettres, collection des universités de France « Budé » : 
  - Livres 36 & 37, 2014
  - Livres 38, 39 & 40, 2011
  - Livres 41 & 42, 2002
  - Livres 45 & 46, 2008
  - Livre 47, 2014
  - Livres 48 & 49, 1994
  - Livres 50 & 51, 1991
  - Livre 53, 2018
- Publication chez Les Belles Lettres, collection La Roue à livres : 
  - Livres 40 & 41, 1996
  - Livres 57 à 59, 1995

### Études
- Reinhold Meyer, From republic to principate: an historical commentary on Cassius Dio's "Roman history": books 49-52 : 36-29 B.C., Atlanta, Scholars Press, 1988, XXII-261 p.
- Fergus Millar, A Study of Cassius Dio, Clarendon Press, 1964.
- Marie-Laure Freyburger-Galland, « La transmission humaniste de Dion Cassius », in: Ipse dixit. L'autorité intellectuelle des Anciens : affirmation, appropriations, détournements. Besançon : Institut des Sciences et Techniques de l'Antiquité, 2017, p. 147-159. (Collection « ISTA », 1381) Lire en ligne
- Marie-Laure Freyburger-Galland, Aspects du vocabulaire politique et institutionnel de Dion Cassius, De Boccard, 1997
- Valérie Fromentin et al., Cassius Dion : nouvelles lectures, Ausonius, 2017, 881 p.